# David Shifrin
 (février 2025).
Si vous disposez d'ouvrages ou d'articles de référence ou si vous connaissez des sites web de qualité traitant du thème abordé ici, merci de compléter l'article en donnant les références utiles à sa vérifiabilité et en les liant à la section « Notes et références ».
David Shifrin (né le 2 janvier 1950) est un clarinettiste américain.

## Biographie
Il a été clarinette solo dans plusieurs orchestres, dont l'American Symphony Orchestra sous la direction de Leopold Stokowski et l'Orchestre de Cleveland.
De 1992 à 2004, il a été directeur artistique de la société de musique de chambre du centre Lincoln (en).
Depuis 1987, il est professeur de clarinette (adjoint) à l'École de musique de l'Université Yale.
Il a enseigné à la Juilliard School, à l'Université de Californie du Sud, à l'Université du Michigan, à l'Institut de musique de Cleveland (en), et à l'Université d'Hawaï.
Il a été nommé directeur artistique de la Musique de chambre du Nord-Ouest (en) en 1981.
Il a joué des concertos pour clarinette avec de nombreux grands orchestres à travers le monde.
Il a commandé au compositeur Stephen Albert et créé avec l'Orchestre de Philadelphie au cours de la saison 91-92 un concerto qui a reçu le Prix Pulitzer.
Il a créé un Concerto pour clarinette de Ezra Laderman avec l'Orchestre symphonique de Fort Worth (en) en 1995.
Il a contribué à populariser l'utilisation de la clarinette de basset pour interpréter le Concerto pour clarinette en la majeur, K.622 de Mozart et Quintette avec clarinette en la majeur, K.581 dans leur forme originale.

## Enregistrements
Trois de ses enregistrements ont été récompensés par des Grammy Awards :
- La musique de chambre de Claude Debussy, avec la société de musique de chambre du centre Lincoln (en)
- Le Concerto pour Clarinette de Copland
- Introduction et allegro de Ravel (avec le Tokyo String Quartet)

Son enregistrement de 1985 du Concerto pour clarinette et du Quintette avec clarinette de Mozart, qui ont été interprétés sur une clarinette de basset, a été désigné "Record of the Year" par Stereo Review Magazine.